# Un regno magico per Sally
Un regno magico per Sally (魔法使いサリー２?, Mahōtsukai Sarī 2) è un anime prodotto da Toei Animation in 88 episodi, seguito del più celebre Sally la maga, del quale viene ripresa la storia dal punto in cui si era interrotta. È stato trasmesso in Giappone per la prima volta a partire dal 9 ottobre 1989 dal network TV Asahi e in Italia su Italia 1 a partire da giugno 1996.

## Trama
Sally, che nell'ultimo episodio della serie precedente era ritornata nel Regno della Magia, viene mandata di nuovo dai genitori sulla Terra per proseguire il suo periodo di apprendistato dove ritrova quindi tutti i suoi vecchi amici.

## Doppiaggio
| Personaggi | Voce originale  | Voce italiana       |
| ---------- | --------------- | ------------------- |
| Sally      | Yuriko Yamamoto | Marina Massironi    |
| Kabù       | Chieko Honda    | Veronica Pivetti    |
| Willy      |                 | Veronica Pivetti    |
| Carlotta   |                 | Patrizia Scianca    |
| Ki         |                 | Debora Magnaghi     |
| Ko         |                 | Alessandra Karpoff  |
| Ku         |                 | Elisabetta Spinelli |
| Dabudabu   |                 | Pietro Ubaldi       |
| Donatella  |                 | Jasmine Laurenti    |
| Pea        |                 | Emanuela Pacotto    |

## Sigle
Sigla iniziale giapponese
"Mahotsukai Sally (no uta)" è interpretata da Hiroko Asakawa
Sigla finale giapponese
"Fushigi Sally" è interpretata da Hiroko Asakawa (epp. 1-45)
""Little Princess" è interpretata da Hiroko Asakawa (epp. 46-88)
Sigla iniziale e finale italiana
"Un regno magico per Sally", musica di Silvio Amato, testo di Alessandra Valeri Manera, è interpretata da Cristina D'Avena

## Episodi
| Nº | Titolo italiano Giapponese 「Kanji」 - Rōmaji | In onda           | In onda |
| Nº | Titolo italiano Giapponese 「Kanji」 - Rōmaji | Giapponese        |         |
| 1  | 「はじめまして、あたし夢野サリーです」 - Hajimemashite, atashi yumeno sari desu                                                                                        | 9 ottobre 1989    |         |
| 2  | Pea nel mondo degli uomini 「おしゃまなポロンの大騒動!?」 - Oshamana poron no oosōdō!?                                                                                 | 16 ottobre 1989   |         |
| 3  | La scomparsa di Luh 「家出した隣の太ったお嬢様!?」 - Iede shita tonari no futotta o jōsama!?                                                                           | 23 ottobre 1989   |         |
| 4  | Il murales dei ricordi 「大好き ５年３組！」 - Daisuki 5 nen 3 kumi!                                                                                                   | 30 ottobre 1989   |         |
| 5  | Donatella non andartene 「行かないで！ すみれちゃん」 - Ika naide! Sumirechan                                                                                          | 6 novembre 1989   |         |
| 6  | Il picnic 「ごめんなさい、サリーお姉ちゃん」 - Gomennasai, sari o neechan                                                                                              | 13 novembre 1989  |         |
| 7  | Aiuto papà 「パパ、たすけて!!」 - Papa, tasukete!! | 20 novembre 1989  |         |
| 8  | Karen, l'angelo del male 「黒い天使カレン」 - Kuroi tenshi karen | 27 novembre 1989  |         |
| 9  | La balena rosa del mondo dei sogni 「夢見るピンクのクジラさん」 - Yumemi ru pinku no kujira san                                                                        | 4 dicembre 1989   |         |
| 10 | Un bambino solo 「さびしがり屋のお坊っちゃま」 - Sabishigari ya no o bō ccha ma                                                                                        | 11 dicembre 1989  |         |
| 11 | Il regalo di Natale 「サンタが街にやって来た!?」 - Santa ga machi niyatte kita!?                                                                                       | 18 dicembre 1989  |         |
| 12 | Lo zoo di neve 「雪の動物園」 - Yuki no dōbutsuen | 8 gennaio 1990    |         |
| 13 | Il tesoro perduto 「失われた宝物」 - Ushinawa reta takaramono | 15 gennaio 1990   |         |
| 14 | Litigi nel regno magico 「パパとおじいちゃまの大ゲンカ」 - Papa toojiichamano dai genka                                                                                | 22 gennaio 1990   |         |
| 15 | Willy il remigino 「カブはピカピカの一年生！」 - Kabu ha pikapika no ichinensei!                                                                                       | 29 gennaio 1990   |         |
| 16 | Uno splendido anello 「おばさまの素敵な指輪」 - Obasamano suteki na yubiwa                                                                                             | 5 febbraio 1990   |         |
| 17 | Il primo amore di Pea 「ポロンの初恋」 - Poron no hatsukoi | 12 febbraio 1990  |         |
| 18 | Il fiore della Magistella 「落ちてきた星の王子様」 - Ochi tekita hoshi no ōjisama                                                                                      | 19 febbraio 1990  |         |
| 19 | Il giardino fiorito della mamma di Mari 「お母さんの花園」 - O kaasan no hanazono                                                                                      | 26 febbraio 1990  |         |
| 20 | Il puledrino 「子馬物語・少女の涙と小さな命の誕生！」 - Kōma monogatari. Shōjo no namida to chiisa na inochi no tanjō!                                                 | 5 marzo 1990      |         |
| 21 | Sally contro Karen 「憎しみの呪文を唱えて・悪魔の娘再び！」 - Nikushimi no jumon wo tonae te. Akuma no musume futatabi!                                                | 12 marzo 1990     |         |
| 22 | Un sogno cullato da vent'anni 「少女の肖像画に隠された二十年前の秘密」 - Shōjo no shōzōga ni kakusa reta nijūnen mae no himitsu                                        | 19 marzo 1990     |         |
| 23 | 「サリーは人間じゃない!! 魔法テスト騒動」 - Sari ha ningen janai!! Mahō tesuto sōdō                                                                                    | 9 aprile 1990     |         |
| 24 | 「花の妖精界、ポロンはやんちゃなお姫様」 - Hana no yōsei-kai, poron wa yanchana ohimesama                                                                              | 23 aprile 1990    |         |
| 25 | La strega della foresta addormentata 「二千年の眠りから目覚めた魔女の呪い！」 - Nisen nen no nemuri kara mezame ta majo no noroi!                                      | 7 maggio 1990     |         |
| 26 | 「幽霊？ 吸血鬼？ 夜毎に森が泣いている！」 - Yūrei ? Kyūketsuki ? Yoru gotoni mori ga nai teiru!                                                                       | 14 maggio 1990    |         |
| 27 | La scomparsa della bacchetta magica 「サリーの危機！ 失われたタクトの魔力!!」 - Sari no kiki! Ushinawa reta takuto no maryoku!!                                        | 21 maggio 1990    |         |
| 28 | Il lago dei cigni e la passione per la danza 「星にねがいを！ 夜空に舞う白鳥の湖!!」 - Hoshi ninegaiwo! Yozora ni mau hakuchō no mizūmi!!                              | 28 maggio 1990    |         |
| 29 | Una nuova bacchetta magica per Sally 「輝けスピカ！ 今、愛のタクトが蘇る!!」 - Kagayake supika! Ima, ai no takuto ga yomigaeru!!                                       | 4 giugno 1990     |         |
| 30 | I miracoli della magia 「奇跡の魔力パワー！ 人間になったネコ!?」 - Kiseki no maryoku pawa! Ningen ninatta neko!?                                                       | 11 giugno 1990    |         |
| 31 | Willi e il passerotto fatato 「カブが御主人さま!? 妖精スズメの恩返し」 - Kabu ga goshujin sama!? Yōsei suzume no ongaeshi                                              | 18 giugno 1990    |         |
| 32 | 「友情を信じて！ 夢の国からＳＯＳ通信!!」 - Yūjō wo shinji te! Yume no kuni kara sos tsūshin!!                                                                         | 25 giugno 1990    |         |
| 33 | Un regalo da una fata 「妖精からの贈り物!? 二十四時間の不思議」 - Yōsei karano okurimono!? Nijūshi jikan no fushigi                                                    | 2 luglio 1990     |         |
| 34 | Un vento d'amore per Carlotta 「天気もビックリ よし子の初恋タイフーン」 - Tenki mo bikkuri yoshi ko no hatsukoi taifun                                                 | 9 luglio 1990     |         |
| 35 | Willi un principe? 「カブは星の王子様？ 空飛ぶ馬車の星物語」 - Kabu ha hoshi no ōjisama? Kūhi bu basha no hoshi monogatari                                             | 16 luglio 1990    |         |
| 36 | Ricordi d'estate, il delfino bianco e Sally la sirena 「夏の思い出、白いイルカと人魚姫サリー」 - Natsu no omoide, shiroi iruka to ningyohime sari                      | 23 luglio 1990    |         |
| 37 | Aiuto, Sally si è rimpicciolita 「私を助けて！ 小さくなったサリーの悲鳴」 - Watashi wo tasuke te! Chiisa kunatta sari no himei                                         | 30 luglio 1990    |         |
| 38 | Un angelo di nome Dabudabu 「ダブダブは天使！ ステキな騎士（ナイト）の星物語」 - Dabudabu ha tenshi! Suteki na kishi (naito) no hoshi monogatari                       | 6 agosto 1990     |         |
| 39 | Il golf, una passione di famiglia 「変身初体験！ サリーはゴルフの先生に!?」 - Henshin shotaiken! Sari ha gorufu no sensei ni!?                                         | 20 agosto 1990    |         |
| 40 | Il furto dei cappelli di paglia e delle zollette di zucchero 「麦わら帽子と角砂糖？ 大泥棒は宇宙人！」 - Mugiwara bōshi to kakuzatō? Dai dorobō ha uchūjin!            | 27 agosto 1990    |         |
| 41 | Dorian, il principe del regno di Doride 「失った記憶を求めて 魔界の王子（プリンス）登場！」 - Utta kioku wo motome te makai no ōji (purinsu) tōjō!                     | 3 settembre 1990  |         |
| 42 | Un salto nel passato 「ウサギがくれた二百年過去の時間旅行（タイムトラベル）!!」 - Usagi gakureta nihyaku nen kako no jikanryokō (taimutoraberu)!!                      | 10 settembre 1990 |         |
| 43 | La partita di baseball 「魔法に願いを込めて！ 涙と友情のかけ橋」 - Mahō ni negai wo kome te! Namida to yūjō nokake hashi                                               | 17 settembre 1990 |         |
| 44 | Selene, la principessa del rgeno dei ghiacci 「愛が欲しい！ 氷の国の王女（プリンセス）セレネの叫び」 - Ai ga hoshii! Koori no kuni no ōjo (purinsesu) serene no sakebi | 15 ottobre 1990   |         |
| 45 | Corse e amicizia 「夢を咲かせて！ 海を越えた少女達の誓い」 - Yume wo saka sete! Umi wo koe ta shōjotachi no chikai                                                     | 22 ottobre 1990   |         |
| 46 | L'autunno dei pastelli magici 「どこにあるの？ 妖精クレヨンの小さな秋」 - Dokoniaruno? Yōsei kureyon no chiisa na aki                                                  | 29 ottobre 1990   |         |
| 47 | Pea e il mondo dei sogni 「戻ってポロン！ テレビは夢のオモチャ箱」 - Modotte poron! Terebi ha yume no omocha hako                                                      | 5 novembre 1990   |         |
| 48 | Willi alla scoperta delle sue origini! 「泣かないでカブ！ 金と銀の国からＳＯＳ」 - Naka naide kabu! Kin to gin no kuni kara sos                                        | 12 novembre 1990  |         |
| 49 | Tiberio e il cuore dell'inverno 「イベールは冬の真心 朝日に輝く雪の結晶」 - Iberu ha fuyu no magokoro asahi ni kagayaku yuki no kesshō                                 | 19 novembre 1990  |         |
| 50 | Una bella storia d'amore 「恋のロマンス！ 魔法辞典で未来を変えて」 - Koi no romansu! Mahō jiten de mirai wo kae te                                                     | 26 novembre 1990  |         |
| 51 | Sally e il finto ladro 「月夜にシルエット！ 女怪盗サリーが走る」 - Tsukiyo ni shiruetto! Onna kaitō sari ga hashiru                                                    | 3 dicembre 1990   |         |
| 52 | Alla ricerca della cometa perduta 「星空のかなた 思い出を彗星に乗せて!!」 - Hoshizora nokanata omoide wo suisei ni nose te!!                                           | 10 dicembre 1990  |         |
| 53 | Un pezzo di cielo blu 「青空を切り取って！ ママの思い出を胸に」 - Aozora wo kiritotte! Mama no omoide wo mune ni                                                       | 17 dicembre 1990  |         |
| 54 | Selma e la leggenda di Persefone 「禁断の果実！ 引き裂かれた母娘（おやこ）の悲劇!!」 - Kindannokajitsu! Hikisaka reta haha musume (oyako) no higeki!!                  | 7 gennaio 1991    |         |
| 55 | Il primo amore di Sally 「サリーの初恋、月の砂漠に消えた王子（プリンス）!!」 - Sari no hatsukoi, gatsu no sabaku ni kie ta ōji (purinsu)!!                             | 14 gennaio 1991   |         |
| 56 | L'ultimo desiderio di Rocky 「天使の約束！ 少女とアライグマの愛再び」 - Tenshi no yakusoku! Shōjo to araiguma no ai futatabi                                           | 21 gennaio 1991   |         |
| 57 | Un'amicizia a prova di scherzi 「時間よ止まれ！ 夕陽にかすむ友情ゴール」 - Jikan yo toma re! Yūhi nikasumu yūjō goru                                                   | 28 gennaio 1991   |         |
| 58 | La casa dei ricordi 「大好き！ おじいちゃまは現役の魔法使い」 - Daisuki! Ojiichamaha gen'eki no mahōtsukai                                                             | 4 febbraio 1991   |         |
| 59 | Le ali di Simon 「ダブダブの祈り！ 天使の羽よ消えないで」 - Dabudabu no inori! Tenshi no hane yo kie naide                                                             | 11 febbraio 1991  |         |
| 60 | Il principe solitario 「サリーが結婚!? ガラスの靴に隠れた秘密」 - Sari ga kekkon!? Garasu no kutsu ni kakure ta himitsu                                                | 18 febbraio 1991  |         |
| 61 | Papà si sposa? 「すれ違う思いやり！ 春を呼ぶひと滴の涙」 - Sure chigau omoiyari! Haru wo yobu hito shizuku no namida                                                   | 25 febbraio 1991  |         |
| 62 | Il treno dell'arcobaleno 「走れ虹列車！ ゆかいな光泥棒が二人!?」 - Hashire niji ressha! Yukaina hikari dorobō ga futari!?                                              | 4 marzo 1991      |         |
| 63 | Il cavaliere di delfini 「青い海の冒険！ ナイトはイルカに乗って」 - Aoi umi no bōken! Naito ha iruka ni notte                                                          | 11 marzo 1991     |         |
| 64 | Il primo amore di Donatella 「すみれの初恋！ 春風はバイオリンの調べ」 - Sumireno hatsukoi! Harukaze ha baiorin no shirabe                                              | 18 marzo 1991     |         |
| 65 | La regina della primavera 「少女の心に虹を！ アイリスは希望の女神」 - Shōjo no kokoro ni niji wo! Airisu ha kibō no megami                                             | 25 marzo 1991     |         |
| 66 | Pea e l'asilo magico 「ポロンが家出!? 涙いっぱいの魔法幼稚園」 - Poron ga iede!? Namida ippaino mahō yōchien                                                           | 8 aprile 1991     |         |
| 67 | Viaggio nel tempo 「時を越えた少年！ 父の思い出を求めて」 - Toki wo koe ta shōnen! Chichi no omoide wo motome te                                                       | 15 aprile 1991    |         |
| 68 | La scatola dei sogni 「さよならの前に！ 少女の心に届く海景色」 - Sayonarano mae ni! Shōjo no kokoro ni todoku umi keshiki                                              | 22 aprile 1991    |         |
| 69 | Il diavoletto dispettoso 「人間界は大混乱!? いたずら大好き天邪鬼」 - Ningenkai ha daikonran!? Itazura daisuki amanojaku                                                | 29 aprile 1991    |         |
| 70 | L'alter ego di Sherry 「夢の中！ おてんばシェリーがやってきた」 - Yume no naka! Otenba shieri gayattekita                                                              | 13 maggio 1991    |         |
| 71 | La ragazza che voleva diventare angelo 「微笑よ今日は！ 天使になりたかった少女」 - Bishō yo konnichiha! Tenshi ninaritakatta shōjo                                     | 20 maggio 1991    |         |
| 72 | È nata una stella 「スター誕生！ 愛のスポットライトを求め」 - Suta tanjō! Ai no supottoraito wo motome                                                                 | 27 maggio 1991    |         |
| 73 | Un bambino solitario 「僕に触れないで！ 心が読める悲しい少年」 - Boku ni furena ide! Kokoro ga yome ru kanashi I shōnen                                                | 3 giugno 1991     |         |
| 74 | La fontana della foresta sacra 「サリーの魔法が消えた！ 聖なる森の儀式」 - Sari no mahō ga kie ta! Hijiri naru mori no gishiki                                         | 10 giugno 1991    |         |
| 75 | Il cucciolo abbandonato 「もう一度少女の下へ！ 捨て犬ボギーの涙」 - Mō ichido shōjo no shita he! Sute inu bogi no namida                                               | 17 giugno 1991    |         |
| 76 | Il segreto di una grande amicizia 「お願い教えて!! 私のパパは裏切り者!?」 - O negai oshie te!! Watashi no papa ha uragiri mono!?                                       | 24 giugno 1991    |         |
| 77 | La fatina abbandonata 「愛と哀しみの別離（わかれ）！ 捨てられた妖精パピ」 - Ai to kanashi mino betsuri (wakare)! Sute rareta yōsei papi                                | 1º luglio 1991    |         |
| 78 | La leggenda della luce e dell'acqua 「光と水の伝説！ 妖精パピ命をかけた魔法」 - Hikato mizu no densetsu! Yōsei papi inochi wokaketa mahō                               | 8 luglio 1991     |         |
| 79 | Primo amore per Willi 「先生が大好き！ 天馬にたくすカブの初恋」 - Sensei ga daisuki! Tenma nitakusu kabu no hatsukoi                                                   | 15 luglio 1991    |         |
| 80 | Amiche 「すみれのピンチ！ がんばれ友情リレー!!」 - Sumireno pinchi! Ganbare yūjō rire!!                                                                                | 22 luglio 1991    |         |
| 81 | Mistero di una notte di mezz'estate 「サリーの家がない！ 夏の夜のミステリー」 - Sari no ie ganai! Natsu no yoru no misuteri                                            | 5 agosto 1991     |         |
| 82 | Sedotto e abbandonato 「ダブダブは用心棒!? 天才猫バロンを救え」 - Dabudabu ha yōjinbō!? Tensai neko baron wo sukue                                                     | 12 agosto 1991    |         |
| 83 | Ricordi vivi 「幼き夢よ永遠に！ 天女が街へやって来た」 - Osanaki yume yo eien ni! Tennyo ga machi heyatte kita                                                         | 19 agosto 1991    |         |
| 84 | L'anniversario di matrimonio 「縫いぐるみの恋!? パパとママ青春の日々」 - Nui gurumino koi!? Papa to mama seishun no hibi                                               | 26 agosto 1991    |         |
| 85 | Perseo e il coraggio dell'amore 「星に誓う勇気！ カブの涙は王子への試練」 - Hoshi ni chikau yūki! Kabu no namida ha ōji heno shiren                                    | 2 settembre 1991  |         |
| 86 | 「サヨナラの予感！ 少女達は青い鳥を求め」 - Sayonara no yokan! Shōjotachi ha aoi tori wo motome                                                                        | 9 settembre 1991  |         |
| 87 | La fine si avvicina 「わかれの時！ 乙女座に祈るサリーの決意」 - Wakareno toki! Otomeza ni inoru sari no ketsui                                                         | 16 settembre 1991 |         |
| 88 | 「サリー最後の魔法！ 星に誓う永遠（とわ）の友情」 - Sari saigo no mahō! Hoshi ni chikau eien (towa) no yūjō                                                            | 23 settembre 1991 |         |